# NGC 2815
NGC 2815 é uma galáxia espiral barrada (SBb) localizada na direcção da constelação de Hydra. Possui uma declinação de -23° 38' 02" e uma ascensão recta de 9 horas, 16 minutos e 19,5 segundos.
A galáxia NGC 2815 foi descoberta em 20 de Novembro de 1784 por William Herschel.